# Game Maker
Game Maker — це популярний конструктор відеоігор. Написаний на Delphi. Доступний для ОС Windows, сьома версія програми існує для MacOs. Провідний розробник — Маркус Хендрік Овермарс.
В основному система розрахована на створення двовимірних (2D) ігор будь-яких жанрів. Також підійде для створення різноманітних презентацій і т. д. Починаючи з шостої версії програми, з'явилися обмеження змоги роботи з 3D.

Може бути рекомендована для вивчення мови програмування. Коли Марк Овермарс працював професором в Утрехтському університеті, він почав розробляти Game Maker як посібник для своїх студентів.
Остання версія 8.1, номер збірки 141. Більше Game Maker не підтримується, його місце зайняв кросплатформний розвиток проєкту — GameMaker: Studio.

## Особливості
Створення гри в Game Maker не потребує попереднього знайомства з будь-яким із мов програмування.
Інтерфейс Game Maker об'єднує в собі редагування спрайтів, об'єктів, кімнат, скриптів, а також тайм-лайнів (послідовність дій з прив'язкою до часу), шляхів (маршрутів), руху і констант.
Гра в Game Maker будується як набір ігрових об'єктів. За їх зовнішній вигляд відповідає спрайт, а поведінка задається шляхом опису реакцій на події. Для цього можно використовувати графічне представлення програми (схоже до блок-схем) у вигляді послідовних ікон-дій. Програмування з допомогою дій відбувається в режимі drag-n-drop. Наприклад, для того, щоб почати умовну операцію, потрібно перенести на панель дію восьмикутника з іконкою, зазначаючи тип перевірки, після цього, можливо ввести які не будь значення в форму, що з'явиться. Для розвинутіших користувачів використовується скриптова мова GML, схожий на JavaScript, є змога створення особистих бібліотек дій, використовуя Library Maker.
Поняття об'єкта в Game Maker переважно стосується пояснення класу в об'єктно-орієнтованому програмуванні, об'єкти можуть наслідувати один одного. Екземпляри об'єктів можуть бути розміщенні в ігровому просторі з допомогою редактора кімнат, або створені динамічно. Якщо в даній кімнаті існує тільки один екземпляр об'єкта, до нього можна звертатися, використовуя родове ім'я об'єкта, класу, якщо ж таких екземплярів декілька, для звертання к конкретному екземпляру ми повинні знати його числовий ідентифікатор, використовуя його в якості посилання на об'єкт.
Починая з восьмої версії використовується підтримка альфа-каналу (до цього колір верхнього лівого пікселю приймався за прозорий). Вбудований редактор спрайтів є повноцінним растровим графічним редактором.
В грі присутні одна або більше кімнат, одна з яких є поточною. Кімнати мають свою систему координат, відлік ведеться від лівого верхнього кута. У цьому просторі і існують об'єкти. Об'єкти також можуть бути постійними, тобто, не зникати з переходами між кімнатами.
Game Maker має свою звукову систему, яка підтримує різні формати файлів. Однак, вона не ефективна, через що створено багато бібліотек, а в Game Maker: Studio була введена нова звукова система.
Крім перерахованих, є інші типи ігрових елементів, доступні при включенні просунутого режиму: системи частинок, тимчасові лінії, шляхи, скрипти і шрифти. У GameMaker весь код виконується «на льоту», завдяки чому можна виконувати GML-скрипти з зовнішніх файлів, створювати нові внутрішньоігрові об'єкти і задавати їм поведінку. Присутній тип поверхонь, що містить графічну інформацію, з якої можна проводити безліч маніпуляцій.
Мова GML включає в себе засоби завантаження і використання зовнішніх динамічних бібліотек, що дозволяє розширювати Game Maker процедурами і функціями, написаними на інших мовах. Зовнішні DLL, разом з GML обв'язкою можуть бути зібрані в пакет розширення GameMaker.

## Історія Game Maker

### 1999-перша зміна
Влітку 1999 розпочато роботу над Game Maker (спочатку він називався Animo, тому що спершу була ідея зробити просту систему для створення двомірної анімації). Першою публічною реалізацією стала версія 1.1 (14 листопада, 1999). Ця версія вже мала спрощений вбудовану мову програмування, але не використовувався DirectX і не дозволяла створювати автономні здійсненні програми — ігри просто запускалися в основному вікні програми. Досить швидко були створені версії 1.2, 1.2a, 1.3. Програма залишалася маловідомою, в грудні 1999 Game Maker був викачаний за все 366 разів.

### 2000 рік
Версія 1.4 стала першою реалізацією, що звернула на себе увагу. Програму стали частіше завантажувати: (1000 в лютому 2000 року, 1500 в березні 2000 року, 2000 року в червні 2000 року, 8000 в серпні 2000 року). Версія 2.0 побачила світ у вересні 2000 року. За весь 2000 рік програма була завантажена з сайту учасника приблизно 40.000 разів.

### 2001
У версії 3.0, вперше для виведення графіки був використаний DirectX. Популярність ігрового движка швидко росла. У березні 2001 року, програму скачали приблизно 14.000 разів, а вже в червні 2001 кількість завантажень збільшилася до 21.000. У тому ж році вийшли додаткові версії 3.1, 3.2 і 3.3. У січні 2001 була переписана з нуля, з урахуванням знань, набутих автором за попередні роки. Був повністю змінений інтерфейс програми, нова реалізація не була сумісна зі старою версією. Версія 4.0 була випущена в липні 2001. Версія 4.1 з'явилася в грудні 2001 (додана підтримка мультиплеєра). У грудні 2001 було зафіксовано 32.000 скачування. За весь 2001 програма була завантажена приблизно 270.000 разів.

### 2002
Версія 4.2 побачила світло в квітні 2002. Основна особливість — багаторазово збільшена стабільність роботи. Версія 4.3 з'явилася в листопаді 2002. Популярність програми більше, ніж будь-коли. Тепер[коли?] програму завантажують приблизно 2.000 раз кожен день. Число переглядів основної авторської сторінки зросла з 2000 в жовтні 2000 року до 70.000 в Жовтні 2002 року.

### 2003
Починаючи з січня 2003 року автор просить пожертви, тому що витрати на розвиток Game Maker і підтримку спільноти весь час збільшувалися. Game Maker тепер має власний домен: www.gamemaker.nl. У квітні з'явилася версія 5.0. У неї включений добровільний механізм реєстрації, але програма може все ще використовуватися безкоштовно.
В кінці серпня Game Maker показали на TechTV, що викликало надмірне навантаження на сайт проєкту, програму одночасно намагалися завантажити 5000 чоловік. У вересні вийшла версія 5.1, розширена, зокрема підтримкою систем частинок і можливістю замінювати ресурси «на льоту». Частина розширених можливостей стала недоступна для незареєстрованих користувачів. З'явився новий (платний) форум.
У грудні з'явилася версія 5.2 з поліпшеним редактором кімнат і додатковими діями для частинок. З'явилися функції, для роботи зі структурами даних. За весь 2003 програма була завантажена приблизно 1.700.000 раз (приблизно 5.000 в день). Програма використовується в шкільному курсі інформатики в багатьох країнах світу.

### 2004
У квітні з'явилася версія 5.3 з поліпшеним редактором шляху і плануванням рухів. Довідковий файл тепер має формат HTML-довідки (.CHM). З квітня почалася робота над версією 6.0, в якій графічна підсистема переписана з використанням Direct3D. Це значно покращило якість і можливості графіки (швидка і проста підтримка альфа-прозорості, перефарбування спрайтів «на льоту» і т. Д.). У нову версію включений набір функцій для 3D графіки. Був переписаний і звуковий движок. Також переписана система реєстрації і додано додаткове кодування. Версія 6.0 з'явилася в жовтні 2004. Внаслідок популярності Game Maker форум був перевантажений, і його стало неможливо використовувати. У листопаді 2004 форум був переміщений на новий сервер. За 2004 кількість завантажень Game Maker склало приблизно 1 600 000. Майже стільки ж, скільки і в попередньому році. Сайт автора відвідується приблизно 10 000 раз в день.

### 2005
У травні 2005 з'явилася версія Game Maker 6.0 з поліпшеним редактором зображень, простим механізмом вибухів і ефектів, отрисовкой поверхонь і безлічі дрібних змін і виправлень помилок.
У липні 2005 Game Maker показали на G4TV. Протягом дня число переглядів сайту і завантажень програми потроїлася (приблизно 26.000 переглядів в день).
У серпні 2005 число переглядів сторінок сайту Game Maker досягло 10.000.000 (з жовтня 2000). Постійне число переглядів сторінок в день дорівнює 11.000. Також в серпні гра, створена на Game Maker, названа Duch Doom, була показана на G4TV. Вони згадали форум, що майже призвело до його обвалення. В один момент було більш ніж 800 одночасних відвідувачів.
У вересні 2005 Game Maker показали в п'яти епізодах данської програми телебачення. Також, в Австралії відбулася одноденна конференція, яка була великою мірою присвячена використанню Game Maker в освіті.

### 2006
Марк Овермарс разом з Джекобом Хабгудом пишуть книгу — The Game Maker's Apprentice: Game Development for Beginners видану APress наприкінці червня 2006 року В березні 2006 сайт GameMaker перенесений на швидший сервер. Число переглядів сторінок — тепер приблизно 25.000 в день, близько 200.000 унікальних відвідувачів в місяць. Сайт використовує приблизно 600 Гбайт пропускної здатності в місяць. Завантаження залишаються постійними в межах 4.000 в день. Починаючи з літа проводилася робота над версією 7.0. Головне удосконалення — механізм розширення, який полегшить додавання додаткових функціональних можливостей. beta з'явилася на початку листопада.

### 2007
28 лютого була випущена версія Game Maker 7.0 через новий сайт YoYo Games.
У травні 2007 www.gamemaker.nl — офіційний сайт Game Maker припиняє своє існування. Тепер офіційне представництво Game Maker — www.yoyogames.com [Архівовано 23 вересня 2020 у Wayback Machine.].
Через півроку з моменту створення yoyogames.com налічує понад 5.000 ігор, що завантажуються, в середньому, по 50 в день. Проглядаються приблизно 200.000 сторінок в день. Game Maker скачують по 3.000 раз в день. На форумі зареєстровано близько 40.000 учасників, в будь-який момент на форумі присутні 200—250 учасників, створено 1.500 тем.
В кінці року було проведено перше змагання (YoYoGames competition 01), тематикою якого стала «зима». Володарем головного призу ($ 1.000) став розробник 2dCube.

### 2008
Березень. YoYo Games святкує «ювілей» — 100.000 зареєстрованих користувачів.
Проведено два наступних змагання: YoYoGames competition 02 і, відповідно, YoYoGames competition 03.

### 2009
Навесні YoYo Games оголосила про розробку версії 8.0. Спочатку для відкритого бета-тестування окремо від програми було випущено додаток для розробки спрайтів, а 3 липня опублікована бета-версія самого конструктора.
22 грудня 2009 року вийшов остаточний Game Maker 8.0. [1]. Головні нововведення нової версії — це оновлений інтерфейс з панеллю навчання збоку, розширений список функцій і графічний редактор з окремо налаштованим альфа-кольором (раніше для додання спрайту невидимих деталей для зміни його форми потрібно було налаштовувати невидимим один з кольорів), а також виправлення помилок попередньої версії (наприклад, виправлена можливість прохідності предметів крізь один одного на великій швидкості).

### 2011
Вийшла версія 8.1, яка містить великий список виправлень і доповнень. Зроблено перехід на юнікод, прискорені функції 3d, поліпшений редактор кімнат, збільшена швидкість роботи редактора коду, додані нові функції.
Також вийшла версія GameMaker: HTML5. Ця версія дозволяє створювати додатки як під Windows, так і додатки, що запускаються в браузерах. Для html5 генерується JavaScript-код, що дозволяє використовувати додатки на будь-якому, що підтримує html5 браузері, без використання додаткових плагінів.
На цьому історія звичайного Game Maker закінчується. Подальший розвиток проєкту: Game Maker: Studio.

## Альтернативи
Є і відкриті більш-менш близькі за можливостями і призначенням конструктори ігор, найпопулярніші з них, мабуть, Construct і Game Editor. В якості альтернативи для GM: HTML5 можна використовувати безкоштовний конструктор Tululoo Game Maker, що генерує чистий JavaScript-код.
Проєкт має на меті ENIGMA Development Environment — створення середовища розробки ігор, максимально близькою до оригінального Game Maker. Енігма транслює GML-скрипти в Сі-код, з подальшою компіляцією з допомогою gcc.
Концепція «програмування з кубиків» методом drag-n-drop використовується в ряді освітніх середовищ програмування, однією з найпопулярніших є розповсюджуваний MIT мову програмування Scratch.
Варто відзначити такий аматорський проєкт, як написаний в 2010 році на GameMaker Noobster — написаний на GameMaker як «найпростіший (у всіх сенсах) конструктор в світі».